# Dolne Gołąbkowice
Dolne Gołąbkowice – wschodnia część miasta Nowy Sącz, w rejonie ulicy Bieliny-Prażmowskiego. Dominuje tu działalność komercyjna (markety, galerie).
Włączone do Nowego Sącza 1 lipca 1951 jako część miejscowości Gołąbkowice.